# Zelfbouwers Rotterdam
Zelfbouwers Rotterdam is een Nederlands televisieprogramma dat wordt uitgezonden door RTL 4. De presentatie van het programma is in handen van Herman den Blijker en Olcay Gulsen. Zij fungeren als reporter en gaan langs bij de koppels om de voortgang van de verbouwing te bekijken.

## Format
In het programma kopen en realiseren 6 koppels een woning in een voormalig schoolgebouw in de Afrikaanderwijk in Rotterdam. De 6 koppels worden gedurende 6 maanden gevolgd en in die tijd moeten zij hun casco-opgeleverde huis omtoveren in een huis, dat geheel ingericht en gedecoreerd is naar de smaak die zijzelf hebben. Naast het realiseren van een droomhuis moeten de koppels ook iets betekenen voor mensen die in hun buurt wonen.

## Deelnemers
Om te bekijken welke van de geïnteresseerden het meeste bij het project zouden passen, werd er een woning-sollicitatie gehouden. In deze woning-sollicitatie moesten de geïnteresseerden vertellen hoe zij de inrichting van een appartement voor ogen zagen en toelichten wat voor meerwaarde zij de wijk zouden kunnen bieden. 
Een jury bestaande uit projectontwikkelaar Juriaan van Woerkom, architect Marieke, oud-schooldirectrice Norine Meinster en wijkcoördinator Diëgo Madretsma besliste welke ideeën zij het beste vonden en welke geïnteresseerden een appartement toegewezen kregen. 
| Deelnemers (en leeftijd)           | Gekozen voor                               |
| ---------------------------------- | ------------------------------------------ |
| Brenousky en Cammy (31 en 30 jaar) | Appartement A (115 m²; met dakterras)      |
| Stijn en Robin (24 en 26 jaar)     | Appartement B (110 m²; met dakterras)      |
| Frank en Denise (43 en 32 jaar)    | Appartement C (156 m²; met tuin en kelder) |
| Dick en Annemarie (48 en 46 jaar)  | Appartement D (161 m²; met tuin en kelder) |
| Corjan en Marine (36 en 26 jaar)   | Appartement E (109 m²; met tuin)           |
| Youri en Martine (35 en 34 jaar)   | Appartement F (137 m²; met tuin)           |